# Pfarrkirche Oberkappel

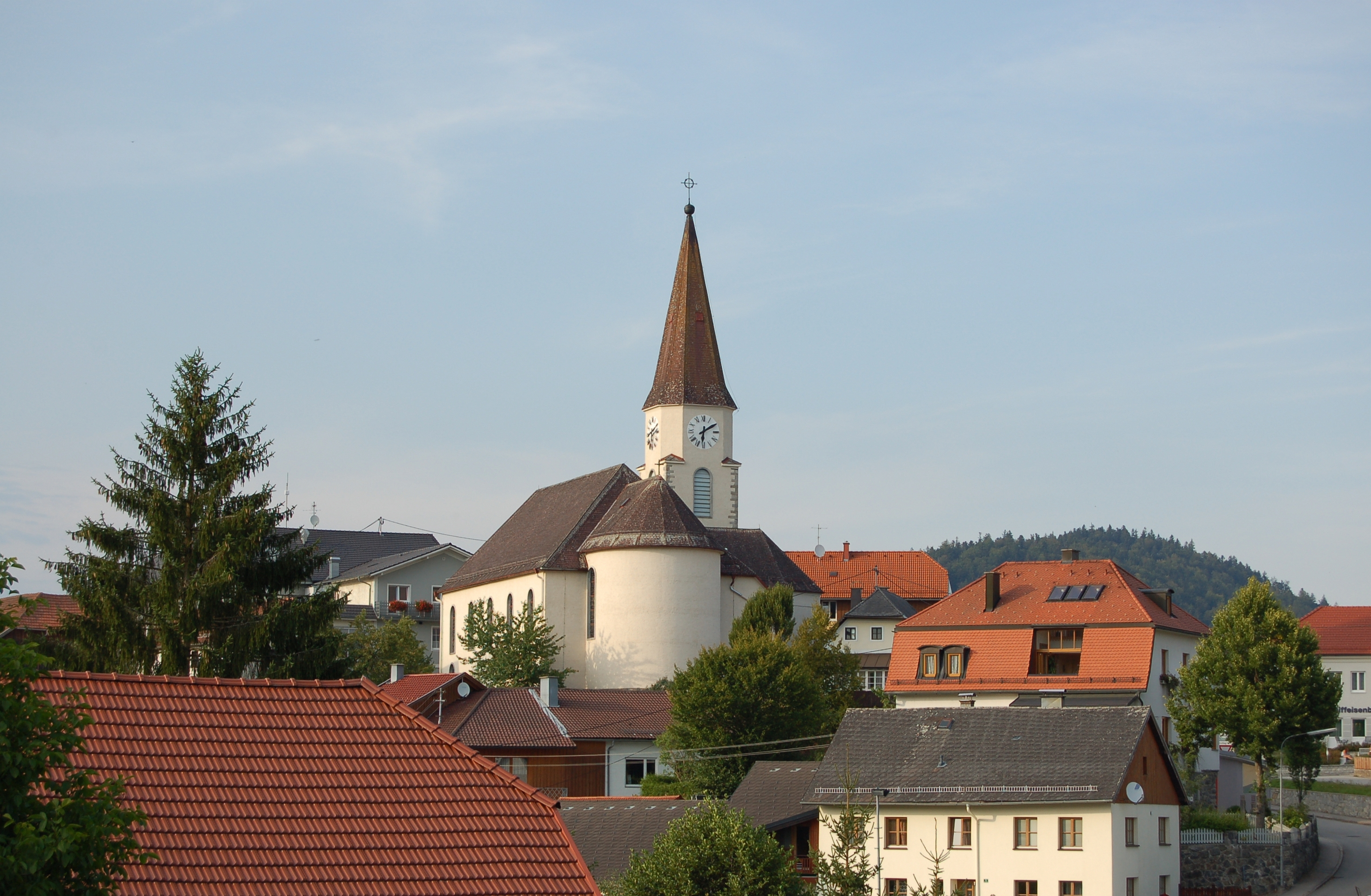
Kath. Pfarrkirche hl. Ägidius in Oberkappel

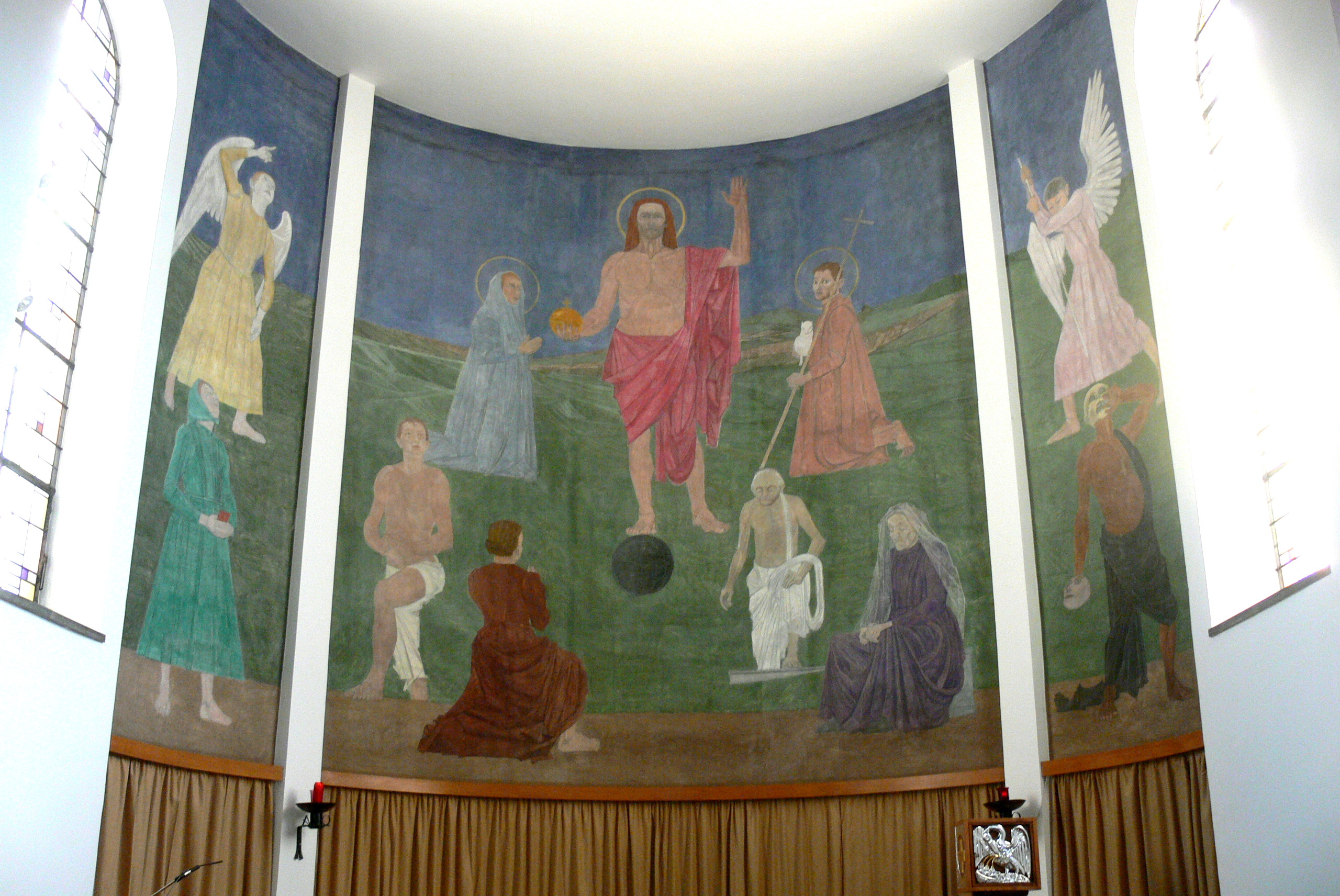
Fresko Jüngstes Gericht im neuen Chor von Johann Hazod

Die römisch-katholische Pfarrkirche Oberkappel steht im Ort Oberkappel in der Marktgemeinde Oberkappel im Bezirk Rohrbach in Oberösterreich. Die auf den heiligen Ägidius geweihte Kirche gehört zum Dekanat Sarleinsbach in der Diözese Linz. Die Kirche steht unter Denkmalschutz.

## Geschichte
Die Kirche wurde im Jahr 1256 als Filialkirche urkundlich genannt. Der um 1500 errichtete spätgotische Kirchenbau wurde 1954/55 nach Plänen des Architekten Hans Feichtlbauer baulich erweitert und erhielt auch einen neuen Turm.

## Architektur
Vom gotischen Kirchenbau ist der zweijochige netzrippengewölbte Chor mit einem Dreiachtelschluss erhalten. Im rechten Winkel dazu wurde ein neues Langhaus mit einem Halbkreischor im Süden errichtet. Der neue Turm steht im Nordosten am gotischen Chor und trägt einen Spitzhelm.
Das Fresko Jüngstes Gericht im neuen Chor schuf Johann Hazod. Die neuen Kirchenfenster malte der Künstler Hans Plank (1955).